# Odontopsyllus quirosi
Odontopsyllus quirosi är en loppart som först beskrevs av Gil Collado 1934.  Odontopsyllus quirosi ingår i släktet Odontopsyllus och familjen smågnagarloppor.

## Underarter
Arten delas in i följande underarter:
- O. q. quirosi
- O. q. episcopalis